# Hinrich Dultz
Hinrich Dultz (* 12. Mai 1735 in Altona; † 6. Dezember 1825 ebenda) war ein deutscher Reeder und Kaufmann.

## Leben und Wirken
Hinrich Dultz war der älteste Sohn von Hans Jürgen Dultz. Sein Vater war Segelmacher und starb 1748. Hinrich Dultz übernahm nach dem Tod des Vaters als 13-Jähriger die Geschäfte und sorgte für den Unterhalt seiner Mutter und der vier jüngeren Geschwister. Seit 1756 betrieb er an der Großen Elbstraße ein Handelsgeschäft mit Schiffsmaterialien. Ab 1763 war er Inhaber der Reederei Dultz & Co und seit 1781 im Besitz einer Werft. Dultz ließ mindestens 14 Schiffe bauen und erwarb mit einer achtköpfigen Reedergemeinschaft weitere Schiffe von anderen Bootsbauern. Er erwirtschaftete ein großes Vermögen und war von 1788 bis 1793 mit 17 Schiffen Altonas bedeutendster Reeder.
Dultz Schiffe wurden im Rahmen von Nordlandfahrten und dem Handel mit Island eingesetzt. Seit 1786 stattete er zudem jährlich drei bis vier Walfänger aus. Außerdem ließ er seit 1781 gemeinsam mit dem Reeder Hinrich Christian Oldenburg Tauwerk in einer Reeperbahn am Rande von Ottensen fertigen. Die Erlöse verwendete er für den Bau neuer Schiffe und den Kauf von Grundstücken. Dultz ließ mehrere Häuser bauen, darunter 1786 ein während des Zweiten Weltkriegs 1943 zerstörtes Sommerhaus an der Palmaille sowie nach 1796 fünf Stadthäuser an deren Nordseite. Nach 1796 gab Dultz vier Wohnhäuser an der heutigen Klopstockstraße 2–8 in Auftrag, die erhalten geblieben sind und zu den ältesten Gebäuden Altonas zählen. 
Da Handel und Schifffahrt nach Dänemark ab 1801 stark rückläufig waren und die Kaperei zunahm, gründete Dultz 1804 gemeinsam mit Sohn Johann Jakob und seinem Schwiegersohn Ludwig Matthias Anton Brammer eine Fabrik für Fischbein. Nachdem Engländer im August 1807 vier von fünf Walfänger bei Rückkehr in die Hansestadt an der Elbmündung aufgebracht hatten, bekam das Unternehmen Fischbeinfabrik Hinrich Dultz & Söhne an der Großen Elbstraße wirtschaftliche Probleme. Während der Hamburger Franzosenzeit im April 1811 musste das Unternehmen dann Konkurs anmelden.
Die letzten Lebensjahre verbrachte Dultz verarmt bei seiner ältesten Tochter Elisabeth Kessler. Er wohnte im ehemaligen Sommerhaus an der Palmaille.

## Soziales Engagement
Hinrich Dultz engagierte sich als Armenprovisor für die Armenanstalt, was Hauptpastor Nicolaus Funk 1825 in einem Nekrolog würdigend erwähnte. Zudem betätigte sich der Reeder als Kämmereibürger und gehörte seit 1803 dem Commerz-Kollegium an. Freundschaftlich verbunden war er mit den Geschäftsleuten John Parish, Johannes Schuback und Johann Gabe.